# MegaMuseo
Il MegaMuseo, noto anche come Area megalitica di Saint-Martin-de-Corléans (in francese Site mégalithique de Saint-Martin-de-Corléans) è un sito archeologico musealizzato situato in Italia, nel quartiere di Saint-Martin-de-Corléans della città di Aosta. 
Il sito, rinvenuto nel 1969, durante i lavori per l’edificazione di alcuni condomini, a circa 6 metri di profondità rispetto all'attuale piano urbano, copre un'area di 10.000 metri quadrati.
Gli oltre 6.000 anni di frequentazione dell’area sono testimoniati da arature cultuali, pozzi rituali, allineamenti orientati di pali lignei (dei quali restano soltanto i fori) e di stele antropomorfe, sepolture dolmeniche e a cista. Il museo è stato inaugurato il 24 giugno 2016.

## Il sito
Il termine “area megalitica” è utilizzato per la prima volta da Franco Mezzena, scopritore dell'area archeologica, per definire sinteticamente il ritrovamento aostano, che presenta diretti riscontri con il sito di Sion, del Petit-Chasseur, in Svizzera. Con “area megalitica” si intende una porzione di terreno, più o meno vasta, nella quale sono presenti testimonianze monumentali megalitiche multiple e di tipo diverso.

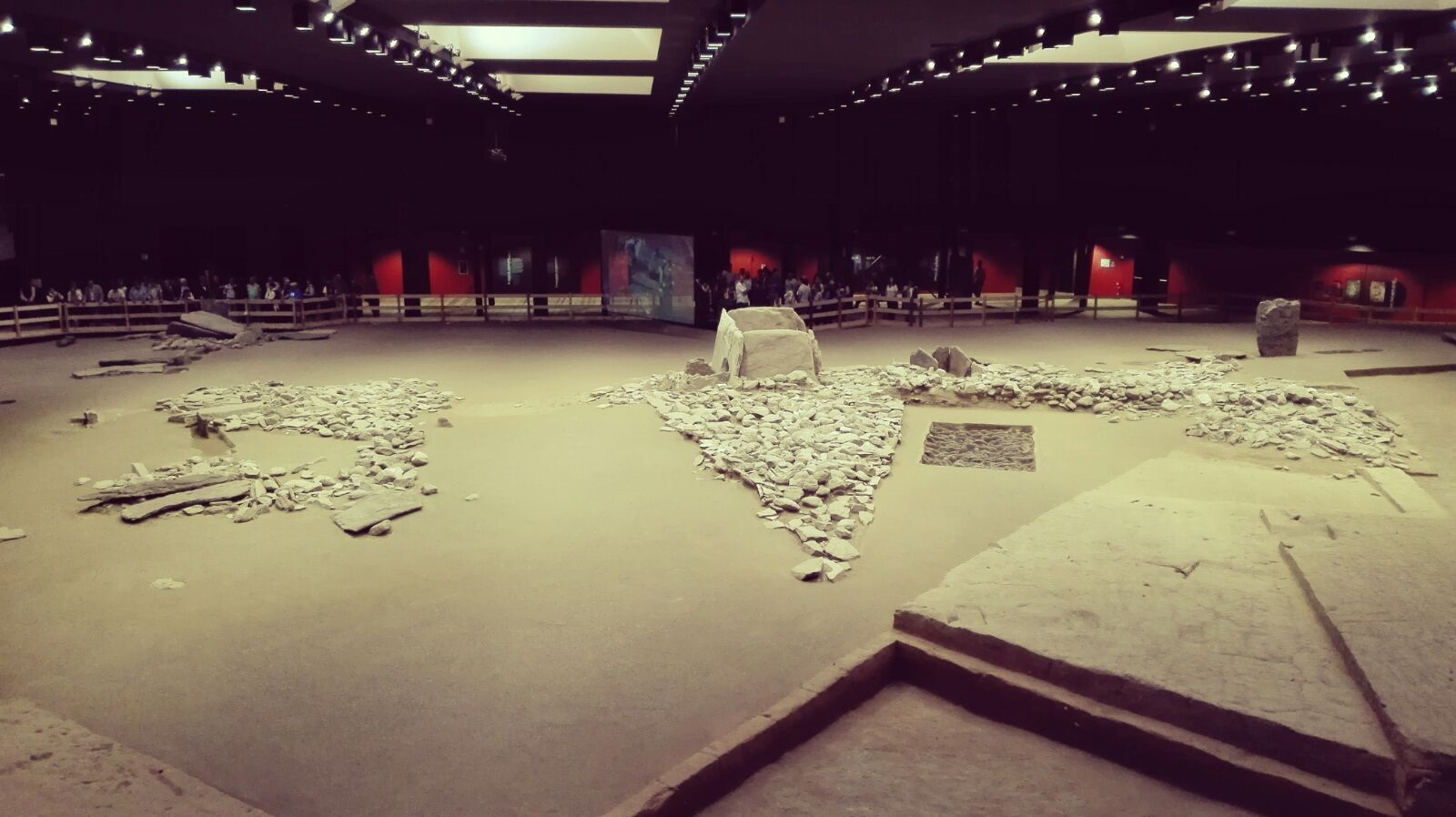

Il sito di Saint-Martin-de-Corléans si configura inizialmente come un’area sacra, caratterizzata da diverse fasi di frequentazione, che iniziano nel Neolitico recente proseguono nell'Eneolitico (età del Rame)  e attraversano le successive età del Bronzo, del Ferro e romana, per giungere sino al Medioevo e alla età contemporanea.
L'area è configurata dapprima come un santuario all'aperto, destinato a pratiche rituali reiterate nel tempo e connesse a culti agricoli e dei viventi, dato il ritrovamento di regolari solchi di aratura sul terreno, pozzi a forma cilindrica, fori di palo in allineamento orientato e stele antropomorfe. Il sito assume solo negli ultimi secoli del III millennio a.C. funzione funeraria, divenendo una necropoli privilegiata, con tombe monumentali di varia tipologia, alcune delle quali costruite riutilizzando le stele.
Al sorgere dell'età del Bronzo, attorno al 2200 a.C. e per cause ancora da precisare, il sito viene a perdere progressivamente la sua funzione cultuale, mantenendo la destinazione funeraria; in seguito, nell'età del Bronzo finale, è utilizzato con funzioni agricole per oltre un millennio.

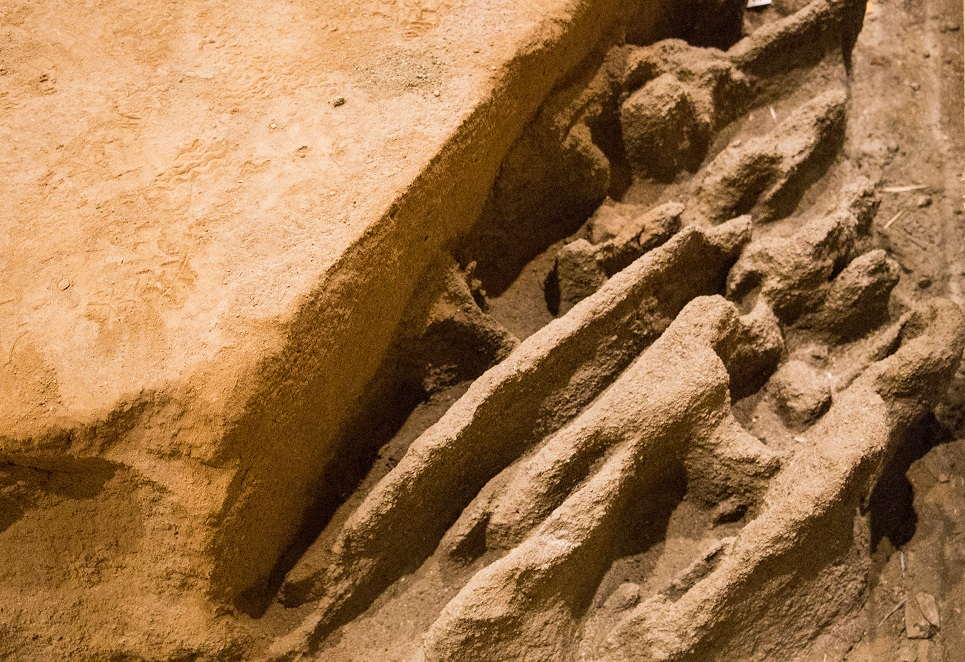
Particolare dell'aratura di consacrazione

Infine, la funzione sacrale e funeraria dell’area megalitica nel corso della storia fa presumere la presenza, nelle immediate vicinanze, di un importante centro abitato, collocato probabilmente a nord-ovest dell'area stessa, ma che non è ancora stato possibile individuare.
Secondo una leggenda della tradizione erudita valdostana, l'area sarebbe stata utilizzata per sepolture rituali della città di Cordela, fondata da Cordelo (o Cordelus), leggendario capostipite dei Salassi, che doveva trovarsi in un'area più elevata rispetto al sito di Saint-Martin. Ad oggi questi dati non risultano verificabili per la mancanza di fonti.

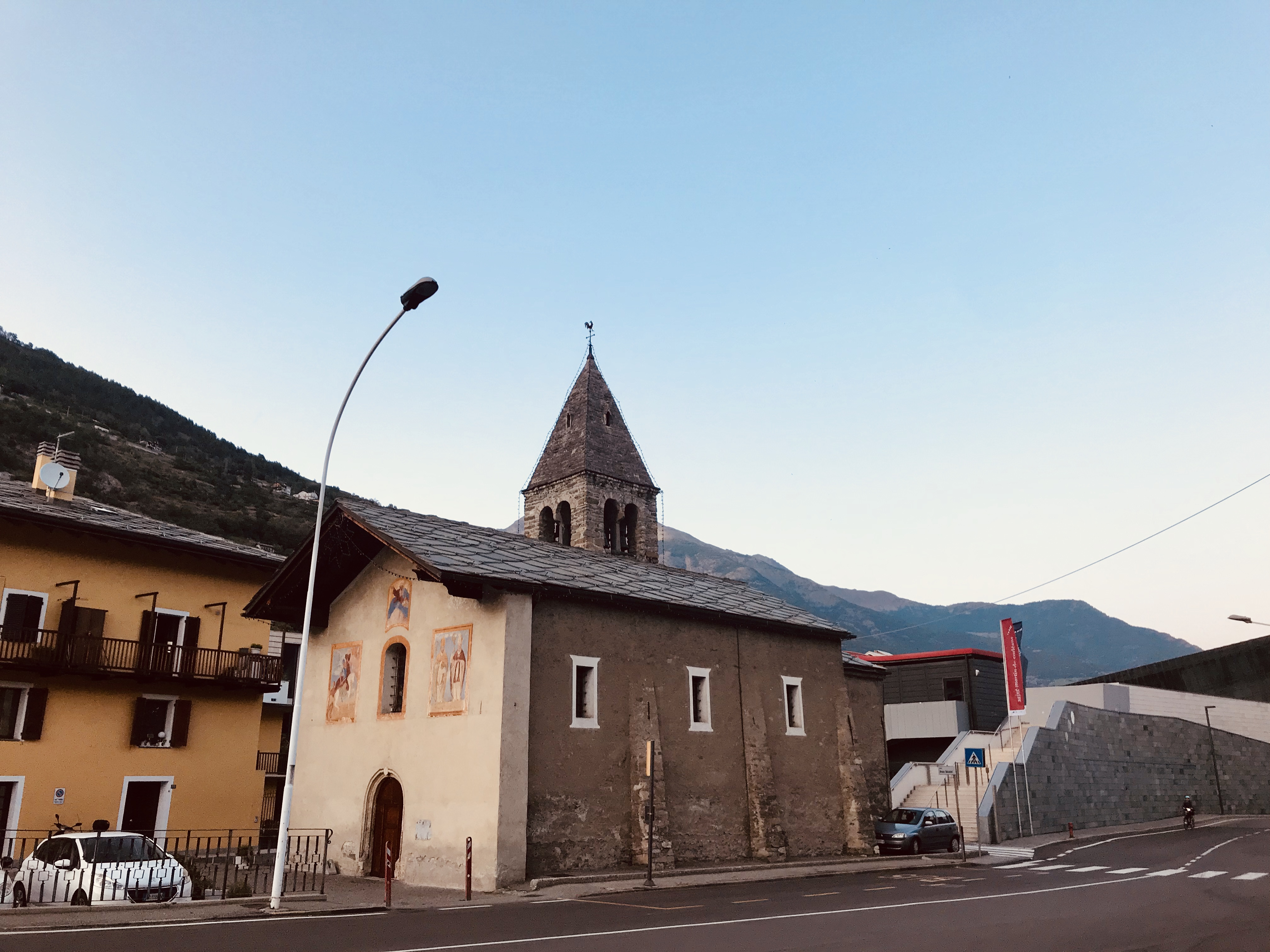
La chiesa parrocchiale di Saint-Martin-de-Corléans

Il sito archeologico di Saint-Martin-de-Corléans, collocato nella porzione occidentale della città di Aosta, sorge a ridosso di una chiesa medioevale, dedicata a San Martino di Tours e testimoniata per la prima volta nel 1176.
Nel giugno del 1969, l’area limitrofa all'abside è oggetto di interventi edilizi per l’edificazione di alcuni edifici residenziali. Durante la fase di sbancamento, le ruspe intercettano la parte sommitale di una stele decorata . Il riconoscimento e identificazione di questo elemento litico da parte degli archeologi della Soprintendenza regionale, Franco Mezzena e Rosanna Mollo Mezzena, portano all'immediata sospensione dei lavori.
L'Amministrazione regionale della Valle d'Aosta procede all'acquisizione dell'area. 
In breve tempo iniziano le ricerche sistematiche, con annuali campagne di scavo proseguite per oltre un ventennio, riprese per ulteriori approfondimenti nel 2001 e tra il 2006 e il 2008, sino a sondaggi di microscavo condotti nell'attualità.

## Il museo
L’edificio è progettato inizialmente dall'architetto Vittorio Valletti alla fine degli anni 1980. 
Nell'insieme, l’edificio si articola su quattro livelli e ricopre una superficie complessiva di 9.820 metri quadrati, suddivisa in due aree: una a Nord e una a Sud del corso Saint-Martin-de-Corléans. L’area scavata si trova ad una profondità di 6 metri rispetto al piano stradale, mentre l’involucro edilizio fuoriesce dal piano di calpestio di 7 metri circa, in corrispondenza della piazza soprelevata.
Dal punto di vista architettonico, vanno segnalate alcune peculiarità del progetto, come: 
- la grande navata centrale, coperta da travi reticolari in acciaio alte 3 metri che si sviluppano in assenza di appoggi per 46,5 metri;
- la “lanterna” orizzontale, un parallelepipedo che collega visivamente la zona Nord a quella Sud del giacimento, realizzata interamente in acciaio e vetro;
- il ponte in acciaio con soletta collaborante ha ripristinato la connessione viaria del corso Saint-Martin-de-Corléans e permetterà, con il terzo lotto di completamento del museo, il collegamento fisico sotterraneo tra le due parti dell’area archeologica.

### L'allestimento
Il primo lotto di lavori è stato incentrato sulle fasi più antiche di occupazione del sito, ovvero quelle comprese fra il periodo Neolitico (ultimi secoli del V millennio a.C.) e la prima età del Bronzo (ultimi secoli del III millennio a.C.).

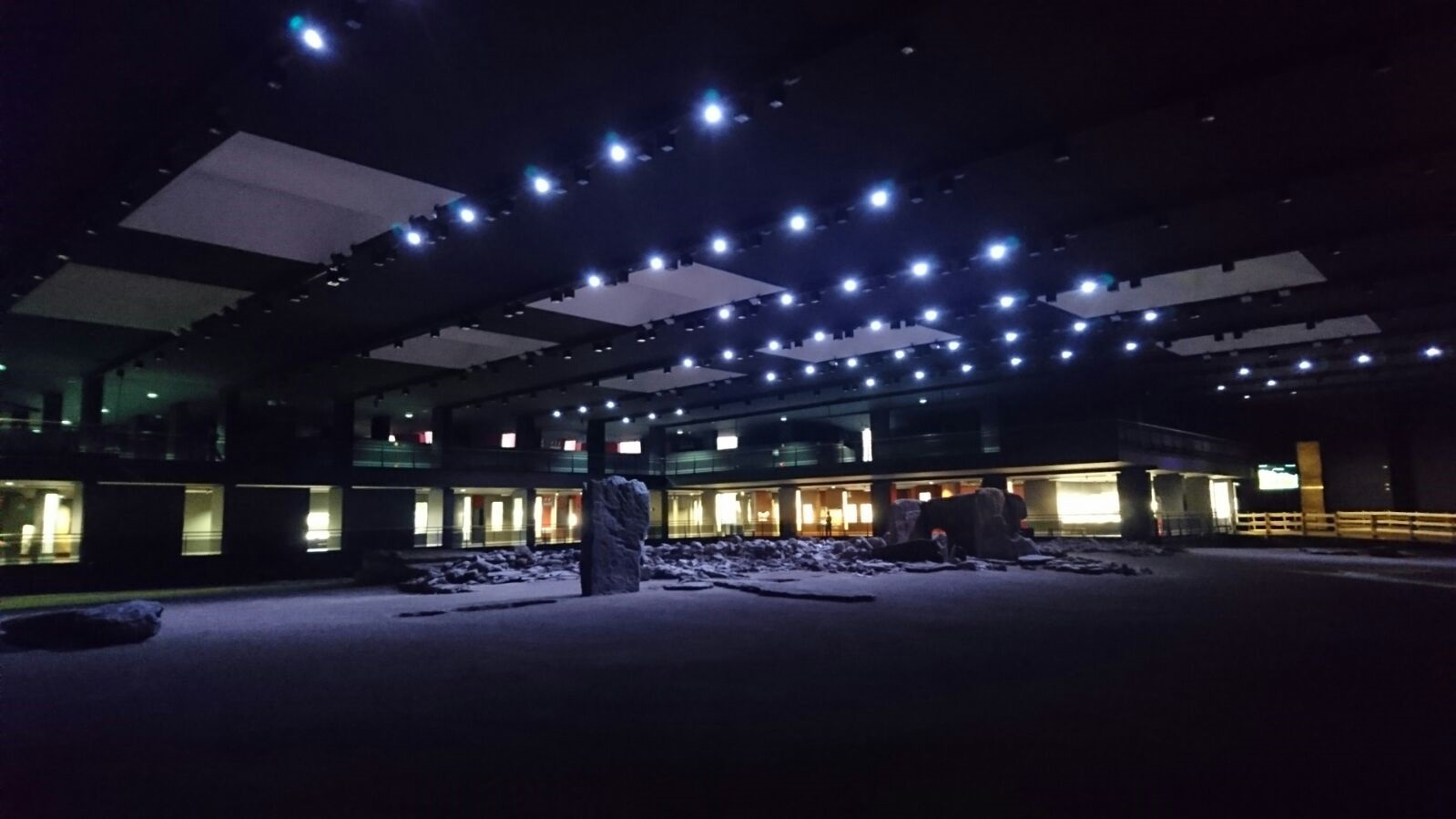
Lo spazio centrale del museo.

L'allestimento è stato rinnovato negli anni 2020, e il museo e il parco archeologici sono stati riaperti al pubblico in novembre 2023. Dal febbraio 2025, l'Area megalitica di Saint-Martin-de-Corléans ha assunto il nome di MegaMuseo.